# Thrisong Detsen

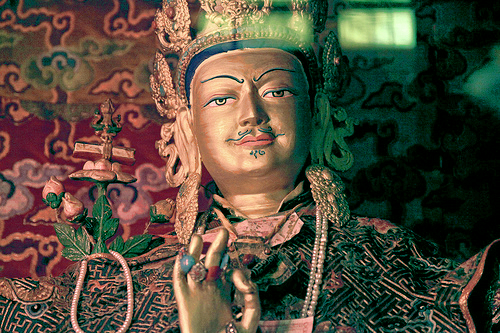
Statue von Thrisong Detsen im Kloster Samye

Thrisong Detsen (tib.: khri srong lde btsan, tibetisch: ཁྲི་སྲོང་ལྡེ་བཙན; * 742; † 796)  war König von Tibet zwischen 756 und 796. Unter ihm kam es zur offiziellen und endgültigen Einführung des Buddhismus in Tibet, während das Königreich auf dem Höhepunkt seiner Macht stand.

## Leben
Thrisong Detsen war Sohn des Königs Thride Tsugten (tib.: khri lde gtsug brtan; reg. 704–754) und einer chinesischen Prinzessin namens Jinshing (tib.: gyim shing kong jo; † 739). Die Heirat wurde im Frühjahr 707 arrangiert, wobei der Tang-Kaiser Zhongzong (reg. 705–710) allerdings keine legitime Tochter hergab.
Mit Hilfe der weit gereisten buddhistischen Meister Padmasambhava und Shantarakshita aus Nalanda machte Thrisong Detsen ca. 779 den Buddhismus offiziell zur Staatsreligion Tibets. Dies bedeutete eine Einschränkung der Macht verschiedener großer Familien (z. B. der des Premierministers), deren Vorrechte von Anhängern der Bön-Religion unterstützt wurden. Padmasambhava begann mit der Ausbildung buddhistischer Mönche und dem Bau des Klosters Samye, dem ersten buddhistischen Kloster Tibets. Trotzdem blieb der Widerstand der Bön-Anhänger, zu denen auch die erste Frau des Königs gehörte, gegen den Buddhismus stark. Thrisong Detsen selbst wurde Schüler Padmasambhavas, der ihn unter anderem in den Vajrakilaya-Praxiszyklus einweihte, ebenso Yeshe Tshogyel. Auch seine Tochter Prinzessin Pemasel erhielt bedeutende Einweihungen von Padmasambhava, nachdem sie von ihm auf das Flehen Thrisong Detsens hin, laut Überlieferung, wieder zum Leben erweckt wurde. Pemasel erhielt infolge u. a. die von Padmasambhava gehaltene Dzogchen Linie, die auch Khandro Nyingtig genannt wird.

## Außenpolitik
Außenpolitisch profitierte Tibet von der Schwäche der Tang-Dynastie in China, hervorgerufen durch den Aufstand des An Lushan (755–763). Ein Erfolg des Königs Thrisong Detsen wird oft erwähnt: Als die Tang-Dynastie die unter Kaiser Suzong (reg. 756–762) vereinbarten Tributzahlungen einstellte, besetzten die Tibeter 763 kurzzeitig Chinas Hauptstadt Chang-An, wurden jedoch mit Hilfe der Uiguren nach wenigen Wochen wieder vertrieben. Ein weiterer Erfolg war eine Allianz mit dem Königreich Nanzhao, welches die chinesische Südgrenze eindrückte und Nanzhao zu einem Vasallenstaat Tibets machte, bis König Yimouxun (reg. 778–808) um 794 dieser Vorherrschaft ein Ende bereitete.

## Konzil von Lhasa
Thrisong Detsen ist auch durch ein Konzil der Jahre 792–794 bekannt, das Konzil von Lhasa, welches die Unstimmigkeiten zwischen den unterschiedlichen Lehrmeinungen der indischen und chinesischen Buddhisten über die Wege zur Erleuchtung klären sollte, und im Kloster Samye stattfand, weshalb es auch als Konzil von Samye bezeichnet wird. 
Konkret ging es u. a. um die Frage, ob man plötzlich oder bloß stufenweise erleuchtet werden kann, und welchen Einfluss gute und schlechte Taten darauf haben. Die indische Lehrmeinung, vertreten von dem Mönch Kamalashila, setzte sich durch, die Chinesen verließen Tibet.
In der Ikonografie wird Thrisong Detsen häufig mit den Attributen Manjusris dargestellt.